# Trauernde Mutter

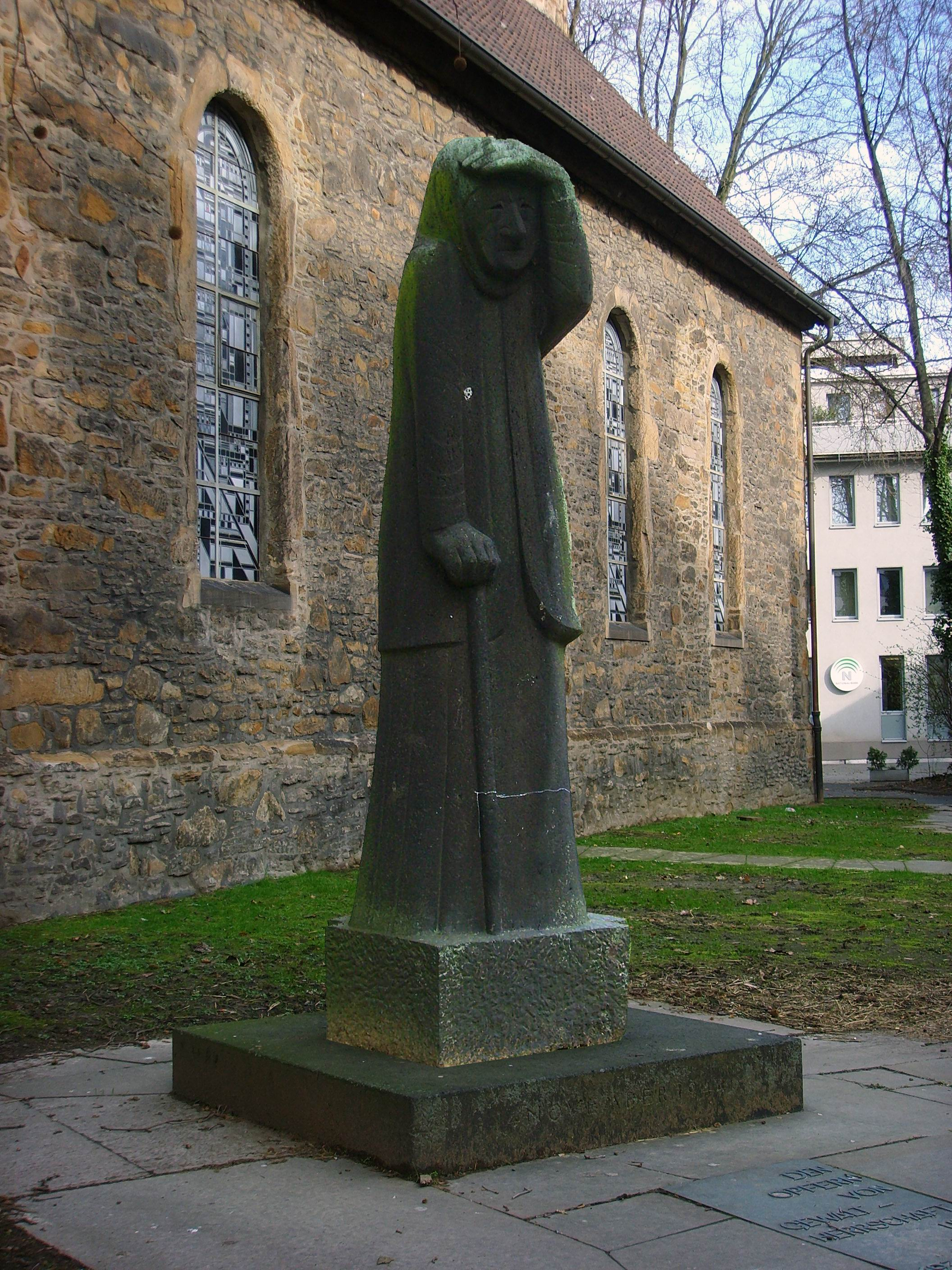
Trauernde Mutter

Die Skulptur Trauernde Mutter ist eine Plastik zum Gedenken der Opfer des Zweiten Weltkriegs, geschaffen vom Bildhauer und Grafiker Gerhard Marcks. Sie steht in Bochum.

## Die Statue
Am 4. November 1944 erlebte Bochum im Bombenkrieg des Zweiten Weltkriegs die schwerste Bombardierung und eine fast vollständige Zerstörung der Innenstadt. Dabei brannte auch die Pauluskirche bis auf die Grundmauern nieder. Die Kirche gehörte zur Gemeinde der Pfarrer Hans Ehrenberger und Albert Schmidt, Mitglieder der Bekennenden Kirche in der NS-Zeit. 
Am 11. Dezember 1953 beschloss der Rat der Stadt Bochum die Errichtung eines Mahnmals auf dem Kirchplatz. An dem 12. Jahrestag wurde auf dem Freiplatz neben der wiederaufgebauten Kirche in einem Festakt eine von Gerhard Marcks geschaffene Statue durch Oberbürgermeister Fritz Heinemann enthüllt. An der als feierlich bezeichneten Weihe nahmen trotz herbstlichen Regenwetters Zehntausende von Bochumern teil. Heinemann sagte: „Dieser Novemberabend läßt uns zurückdenken an das Unfaßbare und Grauenhafte, das heute vor zwölf Jahren – am 4. November 1944 – zur gleichen Abendstunde über unsere Stadt gekommen ist“. Weiter führte er aus: „In den schicksalsschweren Jahren von 1933 bis 1945 sind einer verlogenen, haßerfüllten und haßerzeugenden Politik und einem menschenunwürdigen Krieg mindestens 13.000 Bochumer zum Opfer gefallen: 8.700 Soldaten auf allen Kriegsschauplätzen, 4.200 Zivilisten im Bombenkrieg der Heimatstadt“.
Die Statue wurde von „Vertretern beider Konfessionen geweiht“, Superintendent Bach und Propst und Stadtdechant Vogt hielten auch eine Ansprache.
Die Plastik stellt eine alte Frau dar, die Ausschau hält. Gramgebeugt stützt sie sich auf ihren Stock und schaut in die Ferne. Die aus Basaltlava gehauene Figur ist in den Jahren stark nachgedunkelt. Obwohl sie eine Höhe von 3,30 Metern hat, wirkt sie sehr zurückgenommen. Ein Schild vor der Statue verkündet: „Den/Opfern/von/Gewalt-/Herrschaft/und/Krieg/1933–1945“. 
In dem recht allgemein gehaltenen Text sah die Vereinigung der Verfolgten des Naziregimes – Bund der Antifaschisten Bochum allerdings „eine Verharmlosung des durch die Nazis ausgeübten Terrors“.
Neben dem vom Ignatius Geitel gestalteten Mosaik der klagenden Niobe auf dem Hauptfriedhof Bochum gilt die Statue als wichtigstes Denkmal zur Erinnerung an die Schrecken des Zweiten Weltkriegs in Bochum. Jedes Jahr wird hier am 4. November zum Gedenken an die Opfer des Krieges ein Kranz der Stadtspitze niedergelegt.

## Name der Statue
Dem Verwaltungsbericht der Stadt Bochum gemäß stellt das Denkmal „… eine alte trauernde Mutter dar, deren leidvoll sinnender Blick in die Ferne gerichtet ist.“ Ähnliche Statuen von Marcks werden „Die Trauernde“ oder „Die Mutter“ genannt. Ein genauer Name ist in den vorhandenen Quellen nicht übermittelt. Im Volksmund wird sie allgemein als „Trauernde Alte“ bezeichnet. In seinem Tagebuch hatte Marcks die Figur als „Totenmal für Bochum“ mit dem beschreibenden Zusatz „Alte Frau“ betitelt.